# Lumnitzera racemosa
Lumnitzera racemosa (Willd., 1803) è una mangrovia appartenente alla famiglia delle Combretaceae, diffusa nelle foreste costiere dell'oceano Indiano e del Pacifico centro-occidentale.

## Tassonomia
Oltre alla specie in sé, di L. racemosa è accettata una sola varietà, endemica del Vietnam:
- Lumnitzera racemosa var. lutea ((Gaudich.) Exell, 1951)